# Biturigen

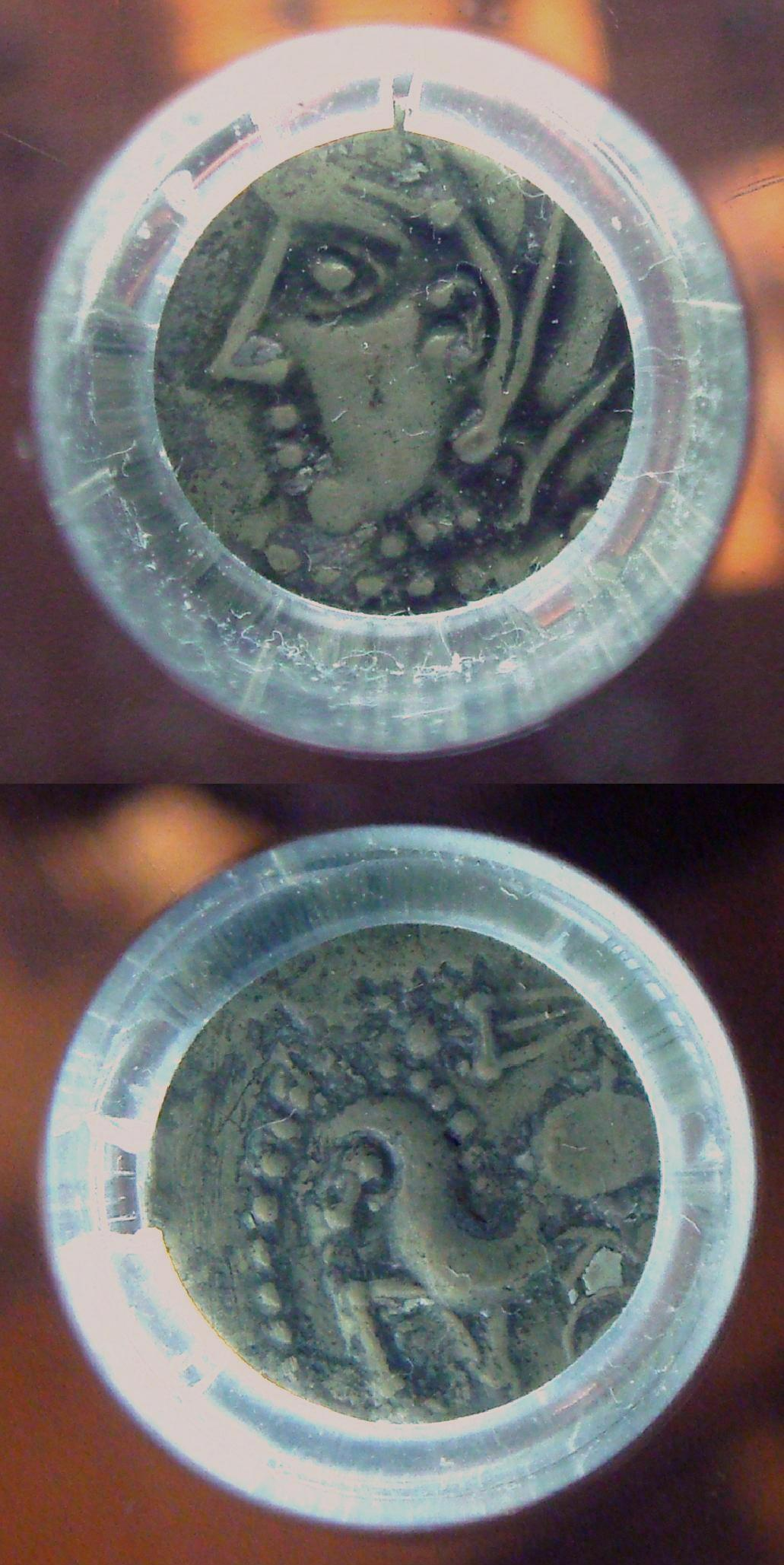
Silbermünze der Bituriges Cubi

Die Biturigen (lat. meist Bituriges, auch Biturigiae) waren ein keltischer Volksstamm in Gallien. Der gallische Name bedeutet „Weltenkönige / Weltenlenker“ („ewige Herrscher“).
Die Biturigen siedelten in Aquitanien und waren Nachbarn der Haeduer und Karnuten, von denen sie durch die Loire getrennt waren. Ihre Hauptorte waren Avaricum (das heutige Bourges) und Noviodunum Biturigum (das heutige Neuvy-sur-Barangeon), daneben gab es mehr als 20 kleinere Orte. Wie Livius berichtet, waren die Biturigen um 550 v. Chr. der mächtigste gallische Stamm, sie stellten den König über alle Kelten, Ambicatus. Um gegen die Überbevölkerung anzugehen, befahl dieser seinen Neffen Bellovesus und Segovesus, mit einem Teil des gallischen Volkes auszuwandern. Segovesus brachte seine Schützlinge in den Hercynischen Wald, Bellovesus führte die seinen nach Norditalien, das von den Römern fortan Gallia cisalpina genannt wurde.
Im Gallischen Krieg war das Gebiet der Biturigen während des gallischen Aufstands unter Vercingetorix 52 v. Chr. Schauplatz der Kämpfe gegen Caesar. Dieser hatte zunächst das biturigische Noviodunum eingenommen. Anschließend befahl Vercingetorix eine Strategie der verbrannten Erde und ließ 20 kaum zu verteidigende Orte der Biturigen niederbrennen, sodass die dortigen Vorräte nicht den römischen Truppen in die Hände fallen konnten. Nur der Hauptort Avaricum sollte auf Wunsch der Biturigen verteidigt werden. Caesar gelang es jedoch nach einer Belagerung, in der Schlacht um Avaricum auch diese zu erobern. Die Biturigen flohen zunächst, wurden aber von Caesar eingeholt und ergaben sich schließlich. Anschließend wurde ihr Gebiet dem Römischen Reich angegliedert. Später leisteten Biturigen im Römischen Heer Kriegsdienst.
Die Biturigen teilten sich in zwei verschiedene Stämme. Die Bituriges Cubi siedelten zwischen Loire und Vienne um den Ort Avaricum, der später auch Bituriges oder ähnlich genannt wurde, woraus sich der moderne Name Bourges ableitet. Sie beherrschten die geographische Mitte Galliens, die Hauptstadt war der geomantische Mittelpunkt Galliens in seinen „natürlichen Grenzen“ („in cubus“ = im Körper Galliens). Sie waren es, mit denen Caesar hauptsächlich zu tun hatte, auch wenn er ihren Namen nicht ausdrücklich nennt. Sie waren überregional für ihre Metallbearbeitung bekannt, für die sie von Strabon, Caesar, Plinius dem Älteren und dem spätantiken Dichter Rutilius Claudius Namatianus gerühmt werden. Der andere Stamm, die Bituriges Vivisci („Vivisker“ von Vortrefflichkeit, Auszeichnung), siedelte um Burdigala (heute Bordeaux) an der Mündung der Garonne. Die Vivisci waren bekannt für ihren Weinbau, der bei Columella und Plinius erwähnt wird.